# Donadiola francescae
Donadiola francescae är en stekelart som beskrevs av Paul Dessart 1975. Donadiola francescae ingår i släktet Donadiola och familjen pysslingsteklar. Inga underarter finns listade i Catalogue of Life.